# A Primitive Man's Career to Civilization
A Primitive Man's Career to Civilization er en britisk stumfilm fra 1912 af Cherry Kearton.